# غوستافو سانشيز مارتينيز
غوستافو سانشيز مارتينيز (بالإسبانية: Gustavo Sánchez Martínez) هو سباح مكسيكي، ولد في 3 مايو 1994.

## روابط خارجية
- غوستافو سانشيز مارتينيز على موقع Paralympic.org (الإنجليزية)
- غوستافو سانشيز مارتينيز على موقع IPC.InfostradaSports.com (مؤرشف) (الإنجليزية)